# Melicytus lanceolatus
Melicytus lanceolatus är en tvåhjärtbladig växtart som beskrevs av Joseph Dalton Hooker. Melicytus lanceolatus ingår i släktet Melicytus och familjen Achariaceae. Utöver nominatformen finns också underarten M. l. latior.

## Bildgalleri

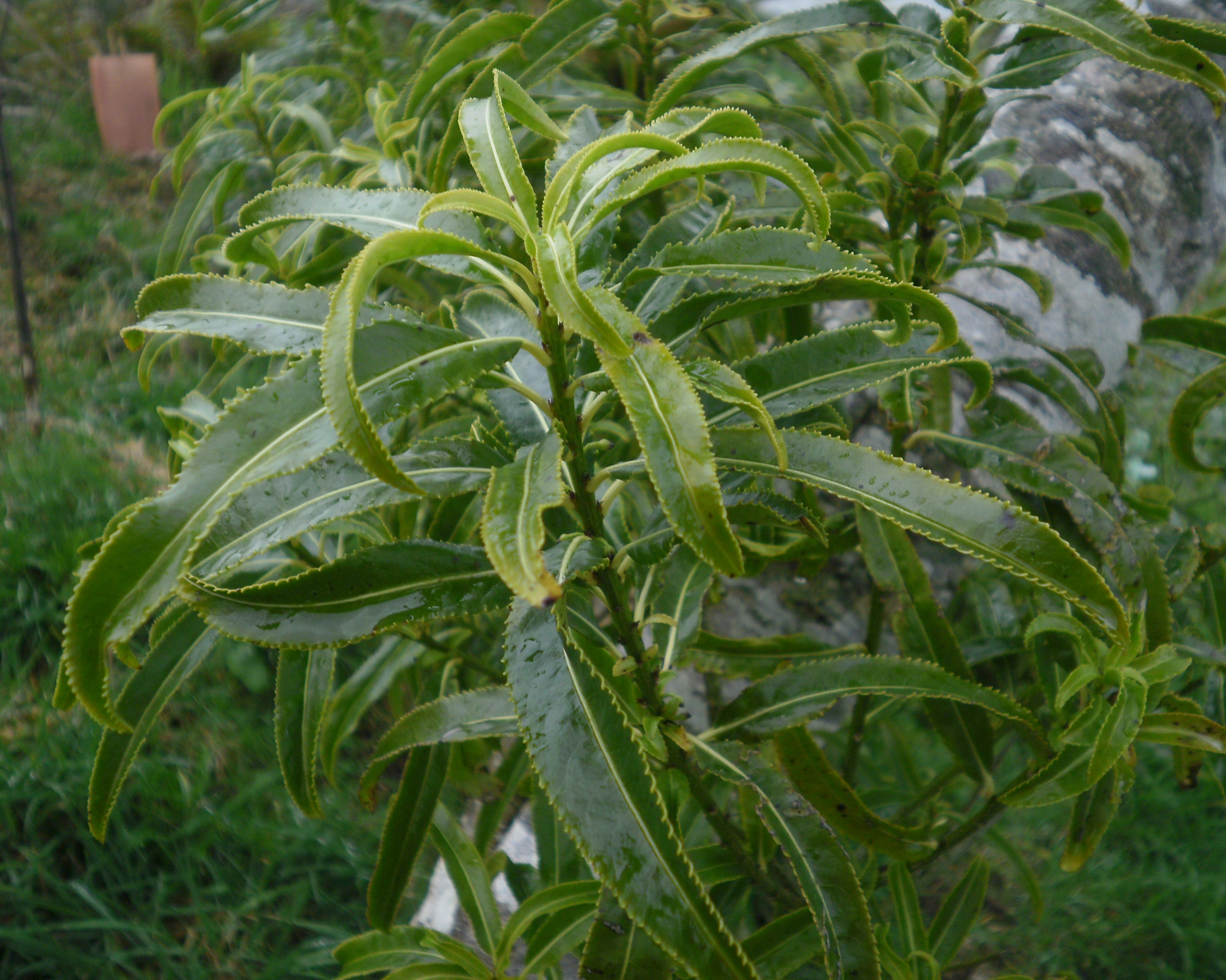